# Hypoptychidae
Famille
Les Hypoptychidae sont une famille de poissons de l'ordre des Gasterosteiformes, dont il existe deux espèces dans l'océan Pacifique nord.

## Liste des genres et espèces
Selon FishBase (27 janvier 2015) :
- genre Aulichthys
  - Aulichthys japonicus Brevoort, 1862
- genre Hypoptychus Steindachner, 1880
  - Hypoptychus dybowskii Steindachner, 1880 — Anguille des sables coréenne